# Helina duplex
Helina duplex är en tvåvingeart som först beskrevs av Stein 1900.  Helina duplex ingår i släktet Helina och familjen husflugor. Inga underarter finns listade i Catalogue of Life.